# كوتونوود (داكوتا الجنوبية)
كوتونوود (بالإنجليزية: Cottonwood, South Dakota)‏ هي بلدة تقع في مقاطعة جاكسون بولاية داكوتا الجنوبية في الولايات المتحدة. تبلغ مساحتها 2.38 (كم²)، وترتفع عن سطح البحر 738 م، بلغ عدد سكانها 9 نسمة في عام 2010 حسب إحصاء مكتب تعداد الولايات المتحدة وتصل الكثافة السكانية فيها 3.8 نسمة/كم2.

## التركيبة السكانية
قام مكتب تعداد الولايات المتحدة بتحديد بيانات التركيبة السكانية لكوتونوود في تعداد الولايات المتحدة. في ما يلي، التركيبة السكانية حسب تعدادي 2000 و2010.

### تعداد عام 2000
بلغ عدد سكان كوتونوود 6 نسمة بحسب تعداد عام 2000، وبلغ عدد الأسر 4 أسرة وعدد العائلات 2 عائلة مقيمة في البلدة. في حين سجلت الكثافة السكانية 6.5 نسمة لكل ميل مربع (2.5/كم2). وبلغ عدد الوحدات السكنية 5 وحدة بمتوسط كثافة قدره 5.4 نسمة لكل ميل مربع (2.1/كم2).
وتوزع التركيب العرقي للبلدة بنسبة 100.00% من البيض.
```
وبلغت نسبة 
الأزواج
 القاطنين مع بعضهم البعض 50.0% من أصل المجموع الكلي للأسر، وكانت نسبة 50.0% من غير العائلات. تألفت نسبة 50.0% من أصل جميع الأسر من أفراد ونسبة 50.0% كانوا يعيش معهم شخص وحيد يبلغ من العمر 65 عاماً فما فوق. وبلغ متوسط حجم الأسرة المعيشية 2.00، أما متوسط حجم العائلات فبلغ 1.50.
```

بلغ العمر الوسطي للسكان 66 عاماً. ونسبة 33.3% كانت ما بين الخامسة والأربعون حتى الرابعة والستون، ونسبة 66.7% كانت ضمن فئة الخامسة والستون عاماً فما فوق. يوجد لكل 100 أنثى 100.0 ذكر، ويوجد لكل 100 أنثى في الثامنة عشر من عمرها فما فوق 100.0 ذكر.
بلغ متوسط دخل الأسرة في البلدة 75,487 دولار، أما متوسط دخل العائلة فبلغ 0 دولار. وسجل دخل الفرد الخاص بالبلدة 79,000 دولار.

### تعداد عام 2010
بلغ عدد سكان كوتونوود 9 نسمة بحسب تعداد عام 2010، وبلغ عدد الأسر 6 أسرة وعدد العائلات 3 عائلة مقيمة في البلدة. في حين سجلت الكثافة السكانية 9.8 نسمة لكل ميل مربع (3.8/كم2). وبلغ عدد الوحدات السكنية 9 وحدة بمتوسط كثافة قدره 9.8 لكل ميل مربع (3.8/كم2).
وتوزع التركيب العرقي للبلدة بنسبة 88.9% من البيض و 11.1% من الأمريكيين الأصليين.
```
وبلغت نسبة 
الأزواج
 القاطنين مع بعضهم البعض 33.3% من أصل المجموع الكلي للأسر، وكانت نسبة 16.7% من الأسر لديها معيلون من الذكور دون وجود زوجة، وكانت نسبة 50.0% من غير العائلات. تألفت نسبة 50.0% من أصل جميع الأسر من أفراد ونسبة 16.7% كانوا يعيش معهم شخص وحيد يبلغ من العمر 65 عاماً فما فوق. وبلغ متوسط حجم الأسرة المعيشية 2.00، أما متوسط حجم العائلات فبلغ 1.50.
```

بلغ العمر الوسطي للسكان 60.8 عاماً. وكانت نسبة 0.0% من القاطنين تحت سن الثامنة عشر، وكانت نسبة 11.1% بين الثامنة عشر والأربعة وعشرون عاماً، ونسبة 0.0% كانت واقعةً في الفئة العمرية ما بين الخامسة والعشرون حتى والأربعة وأربعون عاماً، ونسبة 55.5% كانت ما بين الخامسة والأربعون حتى الرابعة والستون، ونسبة 33.3% كانت ضمن فئة الخامسة والستون عاماً فما فوق. وتوزع التركيب الجنسي للسكان بنسبة 66.7% ذكور و33.3% إناث.

## وصلات خارجية
- The US50 - Cities and Towns in South Dakota State
- South Dakota Cities and Towns, Facts, Map, Flag, Colleges, Government, and More